# Schizochoerus liguloides
Schizochoerus liguloides är en plattmaskart som först beskrevs av Diesing 1850.  Schizochoerus liguloides ingår i släktet Schizochoerus och familjen Schizochoeridae. Inga underarter finns listade i Catalogue of Life.